# Pellicano de Vargas Fútbol Club

## Historia
Debutan en la Tercera División, en la temporada 2008/09. El equipo fue ubicado en el Grupo Central I, junto al Deportivo Peñarol, el Deportivo Colonia, y los desaparecidos Sporting Venezuela, Liga Bolivariana y Santa Fe CF. Debutaron el 21 de septiembre, de visita ante el Sporting Venezuela, obteniendo una victoria de 0x3. Luego de 10 jornadas, logran acumular 21 puntos, producto de 6 victorias y 3 empates, y marcaron 29 goles y recibieron 8; para ubicarse segundos en el grupo, detrás sus primeros rivales, quienes obtiene la bonificación de 3 puntos. Para el torneo clausura, realizan una campaña casi perfecta, al ganar 9 de sus 10 encuentros, y empatando el restante. Veintiocho puntos y veintiocho goles distinguieron la excelsa campaña de debut de los verdinegros, quienes lograron el pase a la fase final, y el ascenso a la  Segunda División B para la temporada 2009/10. En la fase final, juegan contra el Inter de Anzoátegui y el club La Victoria FC, pero pierden ambos juegos: de visita 3-1 ante el club aragüeño, y de local ante los orientales 0-2; y de esta forma no logran el pase a la final de la temporada.
Para su debut en la Segunda División B 2009/10; juegan en el Grupo Central, y encuentran mayor resistencia en los rivales. En 10 juegos logran ganar 3 y empatar 3, para ubicarse cuartos del grupo, con 12 puntos. El ganador sería el Unión Atlético Aragua. Para el Clausura, acumulan nuevamente 12 puntos, producto de 4 victorias, y se ubican en el quinto puesto. Pero la acumulada los ubica en el quinto puesto del grupo, con lo que pierden la categoría.
Mantienen la categoría para la temporada 2010/11, gracias a la no participación de Marineros de Margarita en la   Segunda División B. La temporada marca nuevamente una pobre campaña: en el Apertura quedan ubicados en el último lugar del Grupo Oriental, al acumular 8 puntos, y en el Clausura acumulan 14 puntos. Esta vez, si logran mantenerse en la categoría, por encima del Deportivo Peñarol y el Deportivo Madeirense.
La temporada 2011/12 sufre algunos cambios. Se forman 3 grupos de 8 equipos, y el equipo verdinegro es ubicado en el Grupo Central. Obtienen por vez primera una excelente participación en la categoría, y ganan el grupo Central, al acumular 31 puntos de 42 posibles. Destacaron resultados como el 7-1 al Casa Portuguesa, y el 6-1 al Ortiz FC. El resultado les da el derecho de participar, por vez primera, en el Torneo de Promoción y Permanencia 2012 a la Segunda División, junto a 8 rivales (grupo atípico de 9 equipos), entre los que se contaba el Caracas FC B y Arroceros de Calabozo. Se ubican sextos del grupo, tras acumular 24 puntos. No logran el ascenso, pero mantienen la categoría.
Para la temporada 2012/13, desaparece la   Segunda División B, y parten desde la Tercera División, conservando el tercer nivel del sistema de ligas del fútbol profesional venezolano. Juegan en el Grupo Central I, y tras diez partidos, se ubican en la zona de clasificación al Torneo de Promoción y Permanencia 2013, al quedar de segundo con 17 puntos, detrás del club aragüeño Lanceros de Zamora FC. Ya en el Torneo de Promoción, juegan en el grupo Central, y terminan quintos con 23 puntos. De los ocho equipos, fueron la UCV FC, el UAF y la filial del Zamora, quienes logran el cupo a la Segunda División de Venezuela.
La temporada 2013/14 de la Tercera División comenzó con el Torneo Apertura 2013, donde el cuadro verdinegro culminó en la cuarta casilla del Grupo Central I con 15 puntos, producto de 4 triunfos, 3 empates y 3 derrotas, quedándose a 3 puntos de la zona de clasificación al Torneo de Promoción y Permanencia. Tomó parte en el Torneo Clausura 2014 en el Grupo Central I, donde culmina en la segunda posición por diferencia de goles, siendo líder la Hermandad Gallega FC por tener +8, en contra del +5 que tuvo el equipo varguense.

## Datos del club
- Temporadas en 1.ª División: 0
- Temporadas en 2.ª División: 0
- Temporadas en 2.ª División B: 3 ( 2009-10, 2010-11 y 2011-12)
- Temporadas en 3.ª División: 4 (2008-09, 2012-13, 2013-14, 2014-15)

## Jugadores

### Plantilla 2022-2023
Plantilla ganadora de la Liga Raudix Platino apertura
Comandado por Abraham Alemán, Alan Lugo(Fan número uno de José Gomezzz) y Jhon Rojas como su capitanes, José Ramírez, Joskeiver (katire), Gabriel Gargano, Enrique Mendoza, José Tomas. En este apartado se debe recordar que el jugador y capitán Abraham Aleman jugó algunos partidos como defensa destacando su gran actuación en el partido de vuelta de semifinales contra el equipo de libertadores. Enmanuel Villacís, Fernando García (el ferxxo), Aaron Marcano, Freyder Mora, Giacomo Manna, Reniel Grismann, Miguel (miguelacho), Carlos pereira, Frank Alejandro y su gran director técnico Robinson Carranza. Con este gran equipo lograron ganar el título de apertura ahora más que nunca buscarán revalidar el título, sus fanes lo esperan...

## Otras secciones

### Fútbol playa
El club posee un equipo de fútbol de playa. Juegan las válidas del torneo nacional. En el 2012 lograron el subtítulo, y el derecho a representar a Venezuela en la Copa Merconorte.